# Christmas (chanson)
Pour les articles homonymes, voir Christmas.
Pistes de Tommy
Eyesight to the Blind (The Hawker) Cousin Kevin
Christmas est une chanson du groupe britannique The Who, écrite par Pete Townshend et parue sur l'opéra-rock Tommy en 1969.
Dans une première ébauche de l'album, la piste était située juste après Amazing Journey.

## Caractéristiques et description
Avant que le terme pinball (en français flipper) soit introduit dans la narration de Tommy, la phrase « playing poxy pin ball picks his nose and smiles » était « playing with himself he sits and smiles ».
La chanson raconte comme, au matin de Noël (Christmas), le père de Tommy (son fils étant sourd, muet et aveugle) est inquiet à propos du futur et de l'âme de Tommy. Il s'exclame «  Tommy ne sait pas quel jour nous sommes/Il ne sais pas qui Jésus était ou comment prier » et se demande «  Comment peut-il être sauvé/De la tombe éternelle ? » .
Ce même Noël, on offre à Tommy un flipper, ce qui annonce les évènements qui auront lieu dans Pinball Wizard.
Musicalement, Christmas introduit le thème de See Me, Feel Me. Il y a également la phrase « Tommy Can You Hear Me? », qui sera reprise dans la chanson du même nom.
Dans le film Tommy, adapté de l'album, la scène se passe à la fête de Noël, avec, autour d'un sapin, Tommy entouré de sa mère, de son beau-père et d'invités.

## Sources et liens externes
- (en) Cet article est partiellement ou en totalité issu de l’article de Wikipédia en anglais intitulé « Christmas (song) » (voir la liste des auteurs).
- Notes sur Tommy
- Paroles de Christmas
- Tablatures pour guitare de Christmas